# Györgyey János
Györgyey János (Szőny, 1962. január 29. – ) növénybiológus, a Szegedi Biológiai Kutatóközpont Növénybiológiai Intézetének főmunkatársa, a biológiai tudományok kandidátusa, a Növénybiológiai Társaság (MNBT) elnöke, az Innovatív Mezőgazdasági Biotechnológiáért Egyesület (IMBE) tagja, a Szkeptikus Társaság tagja, és 2020-tól alelnöke. 2020-tól a FESPB (Federation of European Societies of Plant Biology) vezetőségi tagja. A nyilvánosság előtt, konferenciákon, a sajtóban és a különböző médiákban rendszeres ismeretterjesztő tevékenységet folytat az áltudományos-tudományellenes jelenségekről, különös tekintettel a géntechnológiával, valamint a génmódosított élőlények létrehozásával és használatával kapcsolatos érvekre és ellenérvekre.

## Tanulmányai és tudományos pályafutása
Okleveles biológusi diplomáját a szegedi SZTE-en szerezte 1985-ben. Azóta az MTA Szegedi Biológiai Központjában (SZBK) dolgozik, kezdetben tudományos segédmunkatárs, 1992-től tudományos munkatárs, 1996-tól tudományos főmunkatárs. 1997-99-ben 2,5 évet a CNRS Gif-sur-Yvette-i kampuszán dolgozott vendégkutatóként Kondorosi Éva munkacsoportjában. 2013-tól 2021-ig az SZBK Növénybiológiai Intézete csoportvezetője volt.
Jelenleg az egyszikűek, azon belül is elsősorban a gabonafélék modellnövényeként szolgáló szálkaperje (Brachypodium distachyon) gyökérfejlődésének és szárazság-adaptációjának kapcsolatát kutatja, ezen belül is az ún. oldalszervhatár (Lateral Organ Boundary – LOB-domain) növényspecifikus transzkripciós faktorok szerepét vizsgálva.

## Közéleti szerepe
2006. óta a Magyar Növénybiológiai Társaság elnöke.

## Külső hivatkozások
- Google Tudós
- Magyar Növénybiológiai Társaság Archiválva 2018. június 19-i dátummal a Wayback Machine-ben